# 李太恩
李太恩（： I Tae Eun，1993年9月24日—），RANIA時期藝名為T-ae（： Ti Ae），加入Ela8te後改為太恩（： Tae Eun），韓國女藝人，曾為DR Music旗下女子組合RANIA的主領舞、領唱、形象擔當以及ENTERHAMA娛樂旗下女子組合Ela8te的隊長、主領舞、領唱、形象擔當。

## 簡歷

### 出道前（1993年至2010年）
1993年9月24日，太恩出生於韓國全羅北道全州市，出生時名稱為李雪薇（이설믜），後來才改為李太恩（이태은）。
2010年，太恩參加Zin Online的Super Star Z Audition。
同年，太恩以模特兒身份與CNBLUE合作拍攝H.O.T出身的安勝浩的校服品牌Skoolooks的宣傳照
同年，太恩與前2PM成員朴載範合作拍攝美韓共同制作的《Hype Nation 3D》 ，其角色為Darkness（朴載範 飾）的妹妹Diana。電影已於2014年1月14日上映。

### RANIA時期（2011年至2016年）
太恩原本是RANIA原成員，在2011年4月發行首張單曲《Teddy Riley, The First Expansion In Asia》正式出道，當時藝名為T-ae。
2011年11月17日跟隨RANIA發行第二張單曲《Time to Rock Da Show》。
2012年9月20日跟隨RANIA發行第三張單曲《STYLE》。
2013年3月8日跟隨RANIA發行首張迷你專輯《Goodbye's The New Hello》。
2013年7月5日跟隨RANIA發行出道2週年紀念單曲《UP》
2015年11月跟隨RANIA發行迷你專輯《Demonstrate》回歸，這次活動是太恩、多萊、真詠在退出RANIA前發行的最後一張專輯。
2016年5月27日，太恩因約滿確定退出RANIA及離開DR Music，並轉投ENTERHAMA娛樂，表示將以本名太恩在Ela8te重新出道。

### Ela8te時期（2016年至今）
2016年8月，Ela8te並未推出真人秀節目，直至9月，宣布10月正式推出，可惜還是泡湯。

## 影視作品
- 2014年《Hype Nation 3D（朝鲜语：하이프네이션: 힙합사기꾼）》飾演 Diana

## 外部連結
- 太恩的X（前Twitter）
- 太恩的Instagram帳戶